# 桑克莱兰迪亚
桑克莱兰迪亚是巴西戈亚斯州的一个市镇。总面积496.824平方公里，总人口7661人，人口密度15.4人/平方公里。